# Hans Karl Zeßner-Spitzenberg
Hans Karl Zeßner-Spitzenberg (* 4. Februar 1885 als Johann Nepomuk Carl Borromäus Josef Maria Freiherr von Zeßner-Spitzenberg-Weinbergen in Dobritschan; † 1. August 1938 im KZ Dachau) war ein österreichischer Jurist, Professor und NS-Opfer.  Er war einer der ersten Österreicher, die im Konzentrationslager Dachau umkamen.

## Leben

### Ausbildung und Jugend
Hans Karl von Zeßner-Spitzenberg, Sohn eines alteingesessenen Gutsbesitzers, wuchs in einem römisch-katholischen Elternhaus im böhmischen Dobříčany auf. Seine Eltern waren der k.k. Kämmerer und Domänenbesitzer Heinrich Freiherr von Zeßner-Spitzenberg-Weinbergen (1839–1922) und Henriette geb. Gräfin Nostitz-Rieneck (1846–1928).
Er studierte Rechtswissenschaften und wurde 1909 an der Karls-Universität Prag promoviert. Von 1910 bis 1912 studierte er in Berlin Nationalökonomie und erwarb 1912 den Dr.oec.publ. Er war seit 1905 Mitglied der K.D.St.V. Teutonia Freiburg im Uechtland im CV und seit 1908 Mitglied der K.D.St.V. Ferdinandea Prag im CV sowie seit 1924 der K.Ö.St.V. Nibelungia Wien damals im CV, heute im ÖCV.
Er begann seine berufliche Laufbahn als Statthalter-Konzeptions-Praktikant bei der k.k. Statthalterei in Prag, wurde im Frühjahr 1913 Konzipist und nach Wien in die Statistische Zentralkommission versetzt. 1914 bis Mai 1918 war er bei der Bezirkshauptmannschaft in Braunau am Inn beschäftigt. 1918 war Zeßner-Spitzenberg im königlich-kaiserlichen Ackerbauministerium in Wien, wo er im Herbst 1918 das Kriegsende erlebte.

### Karriere und politisches Engagement
Das Ende der Habsburgermonarchie, der verlorene Erste Weltkrieg und das Ende der gewohnten Ordnung bedeuteten für Zeßner-Spitzenberg eine Katastrophe. Während sich viele seiner Zeitgenossen einen Anschluss an Deutschland wünschten, war dies für Zeßner-Spitzenberg nie eine Option. Als Legitimist schloss er sich einer monarchistischen Gruppierung um Prinz Johannes Liechtenstein an, die sich 1921 mit anderen Gruppen zum legitimistischen Reichsbund der Österreicher zusammenschloss. Im Reichsbund war Zeßner-Spitzenberg zuerst Schriftführer und später Vizepräsident. 1923 initiierte er ein Gutachten, das prüfen sollte, ob die Habsburgergesetze mit dem österreichischen Zivilrecht in Einklang stehen. Auch in der Christlichsozialen Partei (CSP), in der er der Wiener Landesleitung angehörte, vertrat er seine legitimistischen Standpunkte. Zudem war er später auch Leiter der Liga für die Seligsprechung von Kaiser Karl I.
Der sozialdemokratische Staatskanzler Karl Renner wurde über einen von Zeßner verfassten staatsrechtlichen Artikel auf ihn aufmerksam und holte ihn, obwohl er der CSP zugehörte, 1919 in die Staatskanzlei (später Bundeskanzleramt), wo er 12 Jahre blieb. Dort war Zeßner im Verfassungsdienst tätig und arbeitete zeitweilig unter der Leitung von Ministerialrat Georg Froehlich mit Hans Kelsen und Adolf Julius Merkl zusammen.
1920 habilitierte er sich mit der Schrift „Einführung in die Landarbeiterfrage“ an der Wiener Hochschule für Bodenkultur (Boku). Zunächst war er als Privatdozent tätig, bis er 1931 zum o.ö. Professor berufen wurde. Er war besonders bemüht, ein modernes Agrar-Arbeitsrecht und die Sozialversicherung in der Landwirtschaft Österreichs umzusetzen und propagierte seine sozialen Ideen, die auf der christlichen Soziallehre basierten.
Schon in den 1920er-Jahren beschäftigte sich Zeßner-Spitzenberg mit dem Gedanken der österreichischen Nation. So schrieb er etwa 1925, Österreich müsse, um nicht einfach nur Ostmark im ältesten Sinne eines Abwehrwalls zu sein, sein übernationales Wesen der Donaumonarchie pflegen und eine Brückenfunktion in den südosteuropäischen Raum erfüllen. Ähnliche Ansichten vertraten auch Ernst Karl Winter, Alfred Missong, August Maria Knoll und Wilhelm Schmidt, die 1926 in Zeßners Haus die „Österreichische Aktion“ gründeten, die sich mit paneuropäischen Theorien beschäftigte. Die „Österreichische Aktion“ veröffentlichte bald einen gleichnamigen Sammelband mit Vorträgen der Initiatoren, in denen sie auf legitimistischer Grundlage ein eigenständiges Österreichbewusstsein formulierten. Die fünf Initiatoren waren alle in verschiedenen katholischen Verbindungen korporiert, aber auch gemeinsam Mitglieder der Landsmannschaft K.Ö.L. Maximiliana Wien.
1933 war Zeßner-Spitzenberg Mitbegründer des „Akademischen Bundes Katholisch-Österreichischer Landsmannschaften“ (KÖL) und 1937 Gründungsmitglied der K.Ö.L. Ferdinandea zu Graz.
An der Hochschule für Bodenkultur dominierte damals sowohl bei den Studenten als auch bei den Lehrkräften deutschnationales bzw. zunehmend nationalsozialistisches Gedankengut. Zeßner-Spitzenberg kämpfte gegen entsprechende Agitationen an, wodurch er selbst Ziel nationalsozialistischen Terrors wurde. Nachdem im Frühjahr 1934 vor und in der BOKU Sprengkörper gezündet worden waren, wurde ein Regierungskommissär eingesetzt, dem der Rektor unterstellt wurde. Zeßner übernahm in dieser gespannten Atmosphäre die Funktion eines Disziplinaranwalts an der Hochschule. Da er sich gegen die Wiederzulassung ausgeschlossener nationalsozialistischer Studenten aussprach, wurde er explizites Feindbild dieser Gruppen.
1933/34 stellte er sich – im Gegensatz zu seinem Weggefährten Ernst Winter – von Anfang an hinter das neue autoritäre Regime. Mit dem Beginn der Kanzlerschaft Kurt Schuschniggs wurde er einer der Kontaktpersonen zwischen dem ihm persönlich bekannten Otto von Habsburg und dem Bundeskanzler. Im Frühjahr 1934 gehörte er dann auch einer Kommission an, die die Modalitäten für die Aufhebung der Habsburgergesetze vorbereiten sollte. Im November 1934 wurde er als Vertreter des Eltern- und Erziehungswesens in den Bundeskulturrat berufen, ein entsprechend der Maiverfassung eingerichtetes vorbereitendes Organ der Bundesgesetzgebung. Die im Jahr 1935 verpflichtend eingeführte Vorlesung „zur weltanschaulichen und staatsbürgerlichen Erziehung“ hielt er nicht nur an der BOKU, sondern auch an der Hochschule für Welthandel und ab 1937 an der Technischen Universität Wien. Als im Februar 1937 die legitimistischen Gruppierungen über das neu gegründete „Traditionsreferat“ in die Vaterländische Front eingegliedert werden sollten, wurde Zeßner-Spitzenberg mit der Führung des Referats betraut.

### Verhaftung und Tod

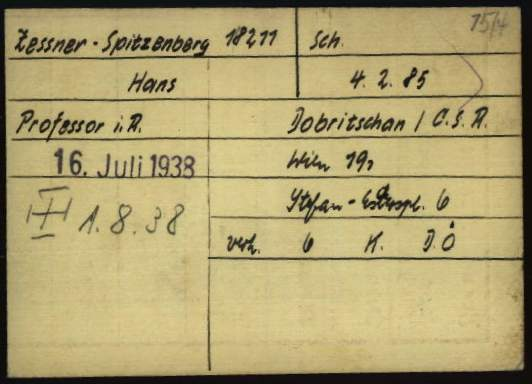
Registrierungskarte von Hans Karl Zeßner-Spitzenberg als Gefangener im nationalsozialistischen Konzentrationslager Dachau

Kurz nach dem „Anschluss“ Österreichs wurde er am 18. März von der Gestapo verhaftet. Während der Gestapo-Haft in Wien von März bis 15. Juli 1938 schrieb er einen Lebensbericht für die Gestapo mit dem freimütigen Bekenntnis: „Dem Nationalsozialismus in Österreich stand ich von jeher ablehnend gegenüber...“
Am 15. Juli 1938 wurde Hans Karl Zeßner-Spitzenberg in das Konzentrationslager Dachau gebracht. Bereits beim Transport dorthin war er von einem SS-Mann mit dem Stiefelabsatz in den Unterleib getreten worden. Auf die Frage des Lagerkommandanten von Dachau, ob er wisse, warum er an diesen Ort gekommen sei, antwortete Hans Karl Zeßner-Spitzenberg: „Weil ich im Glauben an Gott und an ein christliches Österreich unter der Führung des Hauses Habsburg die einzige Rettung für die Unabhängigkeit und Selbständigkeit meines Vaterlandes sehe“. Als Häftling des Strafblocks XV musste er mit stark geschwollenen Beinen und hohem Fieber schwere Arbeit mit schweren Steinen in großer Hitze verrichten, bis er zusammenbrach. Am 31. Juli 1938 wurde er ins Krankenrevier gebracht, wo er am 1. August 1938 starb.

### Familie

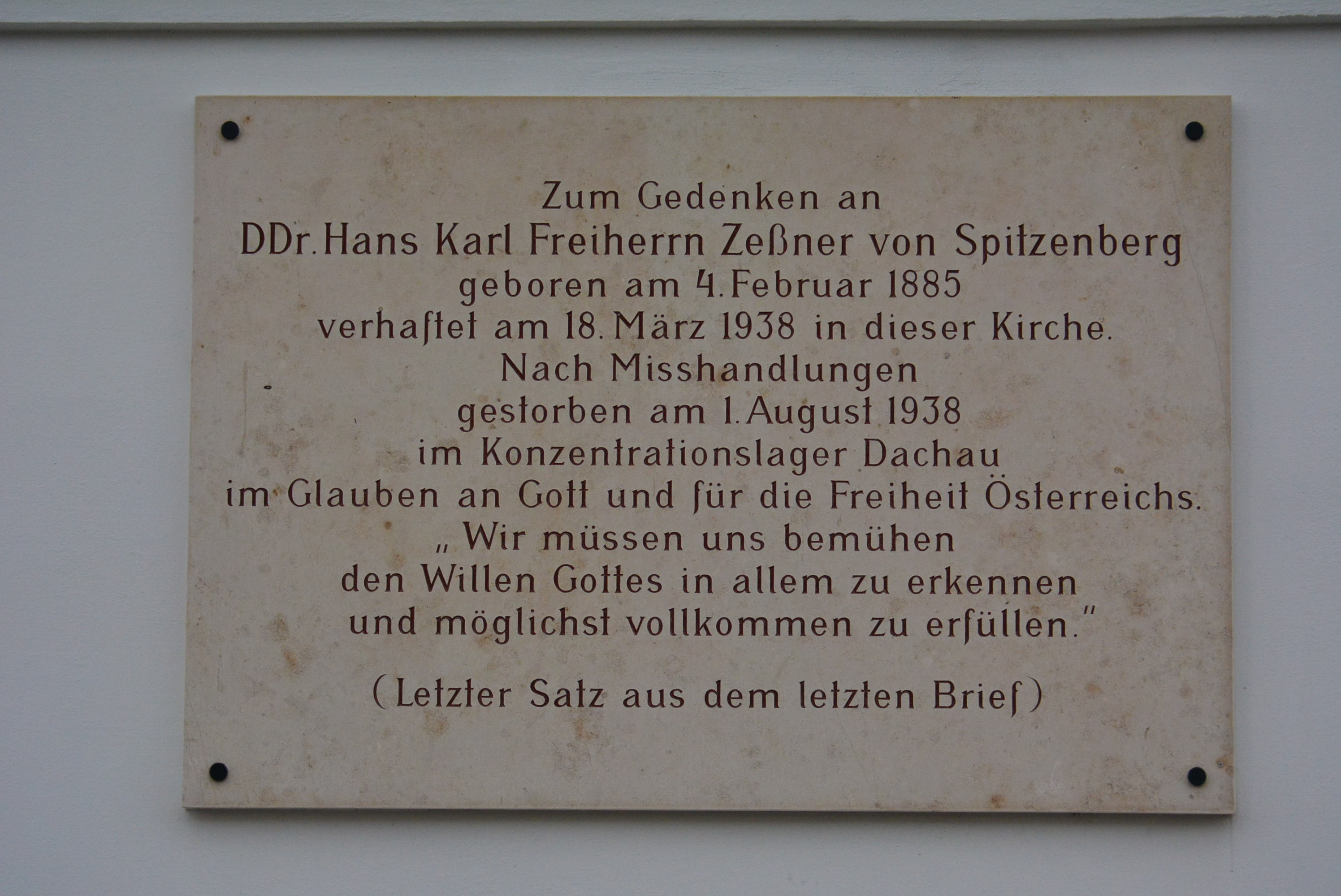
Gedenktafel an der Kaasgrabenkirche

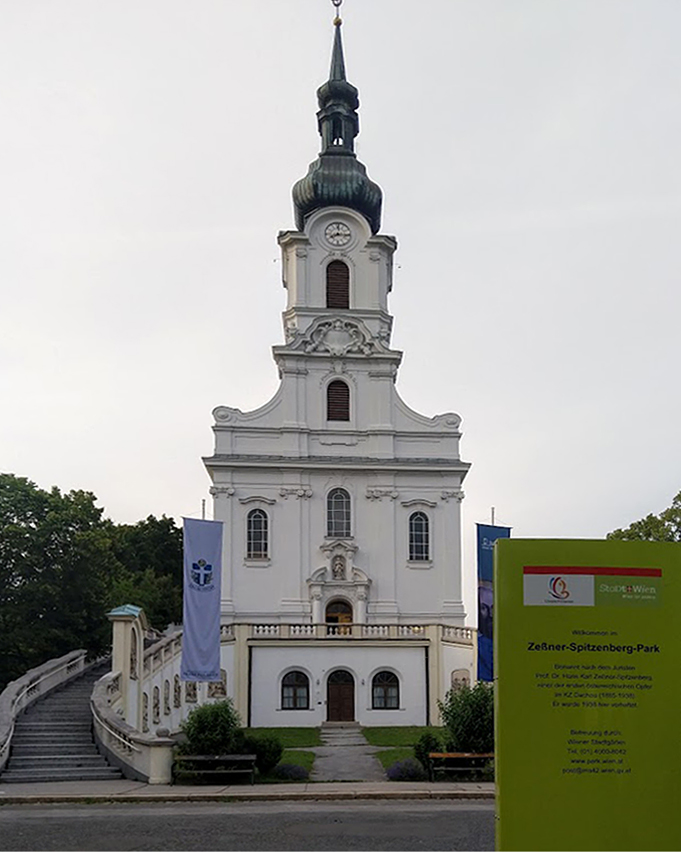
Zeßner-Spitzenberg-Park

Seine Frau Elisabeth lernte er 1913 auf einer Pilgerreise nach Lourdes kennen. Aus der Ehe gingen sechs Kinder hervor, u. a. der Diakon Karl-Pius Zessner-Spitzenberg (1925–2023).

## Anerkennung und Gedenken
- 1977 initiierte Manfried Welan, einer seiner Nachfolger auf der Lehrkanzel an der Universität für Bodenkultur Wien, den von der „Österreichischen Gesellschaft für Agrar- und Umweltrecht“ vergebenen Hans-Karl-Zessner-Spitzenberg-Preis für Arbeiten auf dem Gebiet des Agrar- und Umweltrechts.[5]
- Nach Hans Karl Zeßner-Spitzenberg wurde das Zessner-Spitzenberg-Haus, eine Genossenschaftswohnhausanlage im 14. Wiener Gemeindebezirk in Wien, Satzberggasse 17, benannt.[6]
- Am 31. Dezember 1984 wurde im Hauptgebäude der Universität für Bodenkultur eine aus Metall gefertigte Gedenktafel für Hans Karl Zeßner-Spitzenberg und Emmerich Zederbauer angebracht. Die Tafel trägt die Inschrift:

„Professor Dr. jur. Hans Karl Zessner-Spitzenberg
Professor Dr. phil. Emmerich Zederbauer
und allen Opfern des Nationalsozialismus“
- An der Außenwand der Kaasgrabenkirche in Wien ist seit 2005 eine Gedenktafel für ihn angebracht. (Zuvor war bereits in der Krypta der Kaasgrabenkirche, die 1969 in einen Pfarrsaal umfunktioniert wurde, eine Gedenktafel für ihn angebracht gewesen.)[7]
- Am 17. Juni 2019 wurde der Park vor der Kaasgrabenkirche in Zeßner-Spitzenberg-Park umbenannt.[8]